# União das Freguesias de São Martinho de Antas e Paradela de Guiães
Die União das Freguesias de São Martinho de Antas e Paradela de Guiães ist eine portugiesische Gemeinde (Freguesia) im Kreis (Concelho) Sabrosa im Norden Portugals.

## Geschichte
Die Gemeinde entstand im Zuge der Gebietsreform vom 29. September 2013 durch die Zusammenlegung der ehemaligen Gemeinden São Martinho de Anta und Paradela de Guiães.
São Martinho de Antas wurde Sitz der neuen Verwaltung.

## Demographie
| Freguesia | Freguesia                                  | Freguesia | Freguesia       | ehemalige Freguesias | ehemalige Freguesias | ehemalige Freguesias | ehemalige Freguesias |
| --------- | ------------------------------------------ | --------- | --------------- | -------------------- | -------------------- | -------------------- | -------------------- |
| Wappen    | Freguesia                                  | Einwohner | Fläche in (km²) | Wappen               | Freguesia            | Einwohner            | Fläche in (km²)      |
|           | São Martinho de Antas e Paradela de Guiães | 948       | 25,45           |                      | São Martinho de Anta | 903                  | 15,95                |
|           | São Martinho de Antas e Paradela de Guiães | 948       | 25,45           | Paradela de Guiães   | 103                  | 9,5                  |                      |